# Municipio de Amacueca
El Municipio de Amacueca es uno de los 125 municipios del estado de Jalisco, México. Su cabecera es la localidad de Amacueca.

## Toponimia
Amacueca proviene de amathl- cuepca que significa "Vuelta hueca" y de amec-huecapa que combinados se traducen como "Lugar alejado de la laguna"; otros lo interpretan como "Amates" o "Lugar de amates".

## Historia
Durante la época prehispánica, perteneció a Zaulán (Sayula) y luego al reino de Colima. Sus habitantes hablaban náhuatl y tenían por dios un gavilán que se hallaba pintado y esculpido en las rocas.
Esta región fue invadida por los tarascos que se querían apoderar del territorio para explotar las playas salitrosas, motivando con ello la Guerra del Salitre que duró desde el año de 1490 a 1510, cuando los tarascos fueron expulsados de esta tierra por los guerreros del rey de Colima.
En 1522 arribaron Alonso de Ávalos y Juan Álvarez Chico quienes conquistaron la región, en la que se encontraba comprendida Amacueca, a la que se dio el nombre de provincia de Ávalos. En 1547 el franciscano Simón de Bruselas hizo edificar un convento y una iglesia, continuando la evangelización de los naturales, iniciada hacia 1535 por fray Juan de Padilla.
Durante la Independencia de México, José Antonio Torres, estuvo comisionado para organizar las fuerzas en el sur de la entidad, para lo cual reclutó habitantes de este lugar. Al ser tomada la Plaza de Atoyac por los hermanos Francisco y Gordiano Guzmán en 1811, contaron con el auxilio de una compañía de combatientes de Amacueca.
En 1825 Amacueca pertenecía al cantón de Sayula y contaba con ayuntamiento subordinado al pueblo de Tepec. El 17 de febrero de 1835, el Congreso de Jalisco ordenó que el pueblo de Techaluta, que pertenecía a la municipalidad de Zacoalco de Torres, se incorporara a Amacueca. El 13 de marzo de 1837 se decretó que Amacueca y sus pueblos se integraran al primer partido del Distrito de Sayula, confirmándose este decreto el 6 de octubre de ese mismo año. En el decreto número 509 de septiembre de 1877, ya se menciona a Amacueca con categoría de municipio

## Escudo
La forma del escudo está inspirada en la figura estilizada de una pitaya, fruto típico regional y símbolo del territorio.  
El fondo azul del primer cuartel es símbolo de grandeza, valentía y equidad. La figura del órgano alude a la producción de la pitaya en el municipio, sublime fruto de exotismo internacional.
El pictograma que aparece en el segundo cuartel representa el supuesto origen del nombre de Amacueca,  que se interpretaría, por algunos autores, como: “amacuecan” que se compone de los vocablos “amaitll” (laguna), “cueitl” (falda u ondas en sentido figurado) y “can” (lugar), y que significa “en las ondas del lago”.  
Otros nahuatlatos sostienen que Amacueca se deriva de la palabra ““ama-kue-ka”” que se traduce como ”lugar del conjunto de amates”.  
La construcción que se representa en el tercer cuartel es el Templo y el Convento Franciscano, que data del siglo XVI y que está dedicado al Dulce Nombre de Jesús. Este reposa sobre la Madre Tierra de donde brotan arroyos que son nacimientos de vida, muy característicos del municipio.  
La figura de la nuez donde se unen los tres cuarteles en el centro del emblema, simboliza el cerebro de un pueblo pensante, mismo que origina la paz y el progreso de la comunidad.  
El tono rojo de la bordura simboliza el arrojo de su gente de ayer y hoy. La leyenda de la punta es el nombre oficial de la municipalidad “Amacueca”.  
En el listón que corona al escudo se aprecia el lema que distingue al municipio y que está inspirado en el principio del trabajo como el más importante elemento de la idiosincrasia de la comunidad: “EL TRABAJO TODO LO VENCE”  
En la parte superior surge imponente águila que representa la soberanía del municipio.  
Las hojas y frutos del cafeto simbolizan a otro elemento agrícola de fama nacional e importancia para la economía regional.  
El autor del escudo es el señor Martín Pérez Juárez, quien resultó ganador entre más de un centenar de diseños que concursaron en el certamen que organizó el H. Ayuntamiento de Amacueca, Jalisco 1998-2000, para dotar al municipio de un emblema que lo representara.  
La aprobación del escudo se hizo en sesión de Cabildo de fecha 12 de mayo de 1999.  
Para la presentación oficial de la imagen del blasón ganador a los habitantes de Amacueca, se celebró una sesión solemne y pública el 24 de mayo de 1999; declarándose tal fecha como “Día del municipio de Amacueca”.

## Descripción geográfica

### Ubicación
El municipio de Amacueca se localiza en la región Lagunas del estado de Jalisco. Sus municipios colindantes son Techaluta de Montenegro, Atoyac, Sayula y Tapalpa (ver mapa 1). Tiene una extensión territorial de 132.38 kilómetros cuadrados.
El municipio colinda al norte con los municipios de Tapalpa y Techaluta de Montenegro; al este con los municipios de Techaluta de Montenegro y Atoyac; al sur con los municipios de Atoyac y Sayula; al oeste con los municipios de Sayula y Tapalpa.

## Medio físico
Su topografía se compone  por un  38.1% de terrenos lomeríos, un 33% con territorio accidentado y el 28.8% de zonas planas. El suelo predominante es feozem (57.0%), se presenta en cualquier tipo de relieve y clima, excepto en regiones tropicales o lluviosas o zonas muy desérticas, le siguen 3l Andosol y Vertisol con el 11.3 y 10.4 de proporción en composición geológica y Luvisol con 5.8%, así como Solonchak con el 5.5%. En cuanto a la cobertura del suelo, La agricultura (45.1%) es el uso de suelo dominante en el municipio, le siguen bosque, selva y pastizal con el 21.6, 21.5 y 6.3 por ciento siguiendo el orden, mientras que los asentamientos humanos requieren del 3.2%. 
La roca predominante es brecha volcánica (40.0%), son rocas ígneas piroclásticas formadas por materiales fragmentados expulsados por los conductos volcánicos proyectados al aire y depositados en la superficie, están comprendidas por fragmentos de diferentes tamaños y composición. Después encontramos la roca basáltica y Aluvial ocupando el 35.4 y 21.1 por ciento. Por último la roca lacustre y extrusiva intermedia con 1.6% y 1.4% siguiendo el orden.

### Hidrografía
Los tipos de recursos hídricos del municipio están constituidos por aguas subterráneas, ríos y lagos. El territorio está ubicado dentro de 2 acuíferos de los cuales el 98.9% no tienen disponibilidad y el 1.1% se encuentra con disponibilidad de agua subterránea. Pertenece a la cuenca del Pacífico Centro, subcuenca laguna de Sayula, cuenca cerrada que no tiene corrientes importantes; los principales arroyos son: La Barranca, Santiago, La Carbonera, La Alianza, y los manantiales Las Moreras (muy abundantes), San Juan Amacueca, Las Guasimas y Agua de Santiago.

### Clima y precipitación
La mayor parte del municipio de Amacueca (42.3%) tiene clima semiárido semicálido. Mientras que en el análisis de la precipitación media mensual histórica con registros hasta el 2021 del municipio Amacueca tenemos que la precipitación acumulada promedio es de 699.5 mm; la media del mes de enero es de 25.8 mm, la mínima de 21.68 mm y la máxima de 28.0 mm; mientras que en julio la precipitación media es de 155.1 mm, la mínima de 140.1 mm y máxima de 163.7 mm

### Temperatura
La temperatura media mensual conforme a los registros históricos hasta el 2021 del municipio, nos dice que la media anual promedio es de 20.0 grados centígrados (°C), la mínima y máxima promedio anual de 12.2 °C y 27.9 °C. La temperatura más fría se presentó en los meses de enero y febrero con 6.2 °C y 6.6 °C respectivamente y las más altas fueron de 33.4 °C y 33.3 °C de los meses abril y mayo correspondientemente.

### Flora y fauna

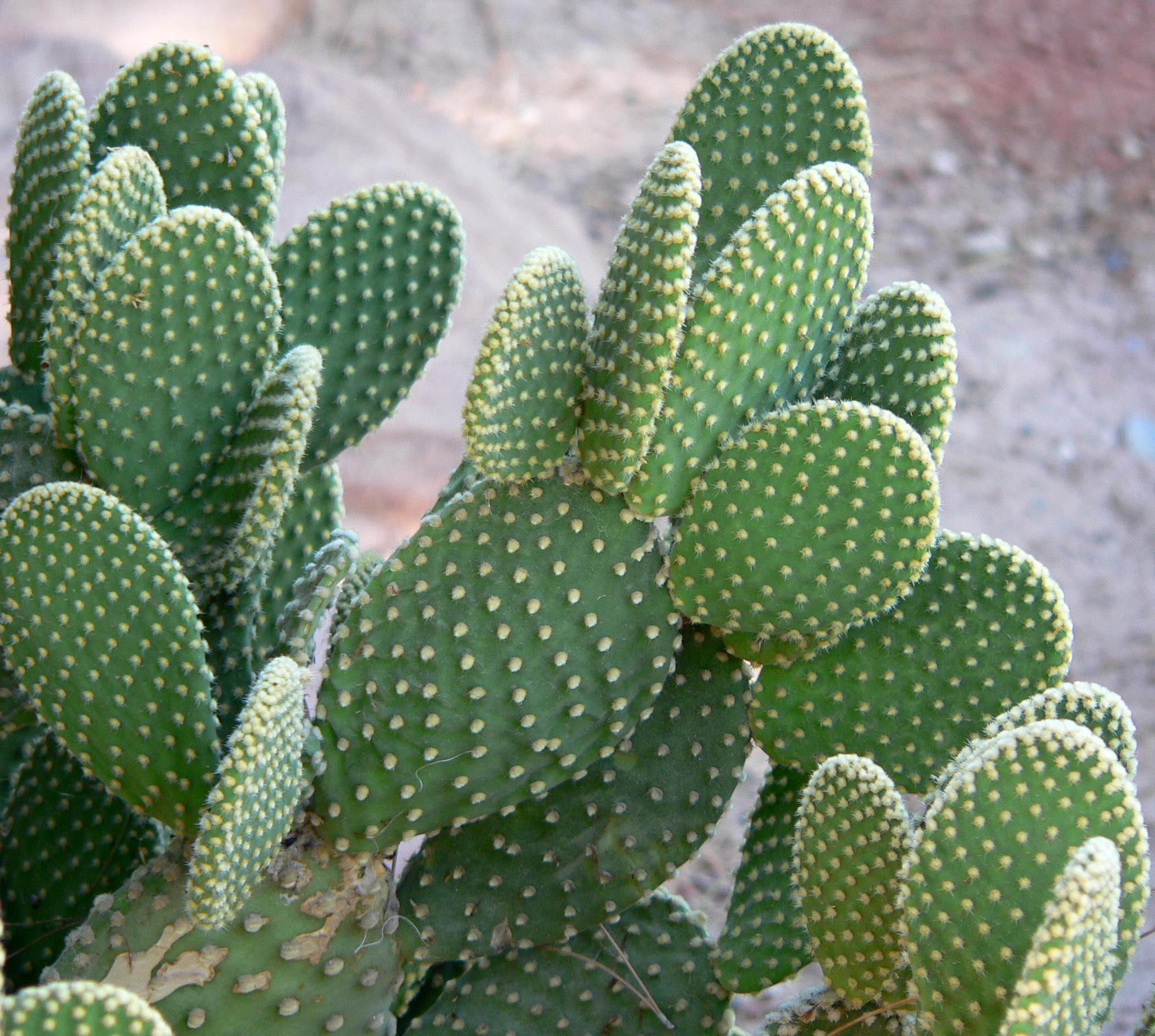
Flora del municipio.

El área situada al noroeste del municipio y perteneciente a las inmediaciones de la sierra de Tapalpa se cubre generalmente de nopal, roble y pino. Las laderas están cubiertas por selva baja espinosa, siendo las especies más comunes: huizache, palo dulce, grangeno, nopal, mezquite y frutales. La riqueza natural con que cuenta el municipio está representada por 2.108 hectáreas de bosque donde predominan especies de nogal, encino y pino.
Se encuentran animales diversos, como: zorra, coyote, tejón, tlacuache, armadillo, zorrillo, ardilla, liebres, halcón, conejo, búho y lechuza, etc

## Áreas naturales protegidas
Amacueca cuenta con 1.8% de humedales y 0.2% de sitios ramsar o humedales de importancia internacional. Además, dentro d esu territorio no se encuentra tipificada nungún área natural protegida.

## Sequía
A nivel municipal la sequía extrema es la que tiene una mayor distribución con un 44.6%, sequía excepcional, severa y moderada con 18.3 ,16.5 y 16.3 por ciento siguiendo el orden. Con menos extensión se encuentran sin sequía y anormalmente seco con el 3.2 y 1.2 por ciento respectivamente. 

## Infraestructuras
El municipio cuenta con 16 servicios públicos, de los cuales destacan 14 escuelas, seguido de 7 instalaciones deportivas o recreación y plazas con 4.

#### Salud
De acuerdo con los registros de la secretaría de salud, en el municipio se encuentran 3 unidades de servicio de salud como lo son consultorios, hospitales generales y especializados, oficinas administrativas, farmacias, laboratorios, unidades de medicina familiar, de especialidades médicas y móviles. De las cuales 3 corresponden a la Secretaría de Salud (SSJ).
Medios y vías de comunicación
El municipio cuenta con los servicios de teléfono, correo y radiotelefónía. El transporte terrestre se efectúa por la carretera Guadalajara-Ciudad Guzmán-Manzanillo donde se encuentra la desviación a Amacueca. Cuenta con una red de caminos, revestidos y de terracería (brecha), que comunican a las localidades del municipio.
Amacueca se encuentra integrado a la red ferroviaria estatal mediante la línea Guadalajara-Manzanillo (Colima) del sistema Ferrocarriles Nacionales de México, manteniendo a través de esta línea comunicación directa con el centro del estado y el litoral del Pacífico.

## Economía
Conforme a la información del Directorio Estadístico Nacional de Unidades Económicas (DENUE) de INEGI, el municipio de Amacueca cuenta con 169 unidades económicas al mes de mayo de 2024 y su distribución por sectores revela un predominio de establecimientos dedicados a Comercio, siendo estos el 42.01% del total en el municipio.

### Empleos y principales sectores económicos
Para junio de 2024 el IMSS reportó un total de 73 trabajadores asegurados, lo que representó para el municipio de Amacueca una disminución anual de 27 trabajadores en comparación con el mismo mes de 2023, debido a la baja del registro de empleo formal de algunos de sus grupos económicos principalmente el de Agricultura. En función de los registros del IMSS el grupo económico que más empleos presentó dentro del municipio de Amacueca fue el de Agricultura, ya que en junio de 2024 registró un total de 48 trabajadores concentrando el 65.75% del total de asegurados en el municipio. El segundo grupo económico con más trabajadores asegurados fue el de Construcción de edificaciones y de obras de ingeniería civil, que para junio de 2024 registró 20 trabajadores asegurados que representan el 27.4% del total de trabajadores asegurados, mientras que el tercero es la elaboración de bebidas que ubica al 2.74% de los empleados.

## Demografía y localidades
Según el Censo de Población y Vivienda 2020, su población en ese año era de 5,743 personas; de las cuales el 48.3 por ciento eran hombres y 51.7 por ciento mujeres. Comparando este volumen poblacional con el del año 2015 (5,385) se observa que la población municipal aumentó un 6.65 por ciento en cinco años.

### Localidades
En 2020 Amacueca contaba con 21 localidades, de éstas, 2 eran de dos viviendas y 8 de una. La localidad de Amacueca era la más poblada, con 3,025 personas, que representaban el 52.7% de la población del municipio; le seguía Tepec con el 35.4%, Cofradía del Rosario con el 6%, El Apartadero con el 1.9% y Aguacatita con el 1% del total municipal.
| Código INEGI      | Localidad         | Población (2020) |
| ----------------- | ----------------- | ---------------- |
| 140040001         | Amacueca          | 3 025            |
| 140040022         | Tepec             | 2 033            |
| Otras localidades | Otras localidades | 685              |
| Total municipal   | Total municipal   | 5 743            |

## Pobreza por carencia social
Para el año 2020, el 83.4% de la población careció de acceso a seguridad social mientras que el 22.2% tuvo rezago educativo y siguiendo esta línea tenemos que el 21.8% careció de acceso a servicios de salud. En menores proporciones tenemos al acceso a servicios básicos de la vivienda, calidad y espacios de la vivienda, y acceso a la alimentación, con 12.6, 12 y 8.2 por ciento respectivamente.

## Índice de desarrollo municipal (IDM)
Amacueca obtiene un desarrollo institucional Bajo con un IDM-I de 55.9, que lo coloca en el sitio 91 del ordenamiento estatal.

## Promedio mensual de carpetas de investigación
Durante el periodo de junio 2023 a mayo de 2024 se abrieron un total de 28 carpetas de investigación con un promedio de 2 carpetas abiertas en donde el delito con más presencia fue el de daño a la propiedad.

## Atractivos turísticos y culturales

### Monumentos históricos
Arquitectónicos
- Ruinas del Convento Franciscano. Data del siglo XVIII y se encuentran en la cabecera municipal.

- Parroquia del Dulce Nombre de Jesús. Construcción de principios del siglo XVIII, la fachada es de cantera gris claro y en el interior destaca su retablo principal de estilo churrigueresco con abundante decoración de formas vegetales y humanas. El púlpito es de madera tallada con alto relieves y apóstoles. A la entrada de la sacristía aparece la inscripción 1718 y al lado izquierdo del templo se encuentra el claustro.

Obras de arte
- Dulce Nombre de Jesús. Escultura de un Cristo crucificado elaborado en madera en el siglo XVI.

### Fiestas, danzas y tradiciones

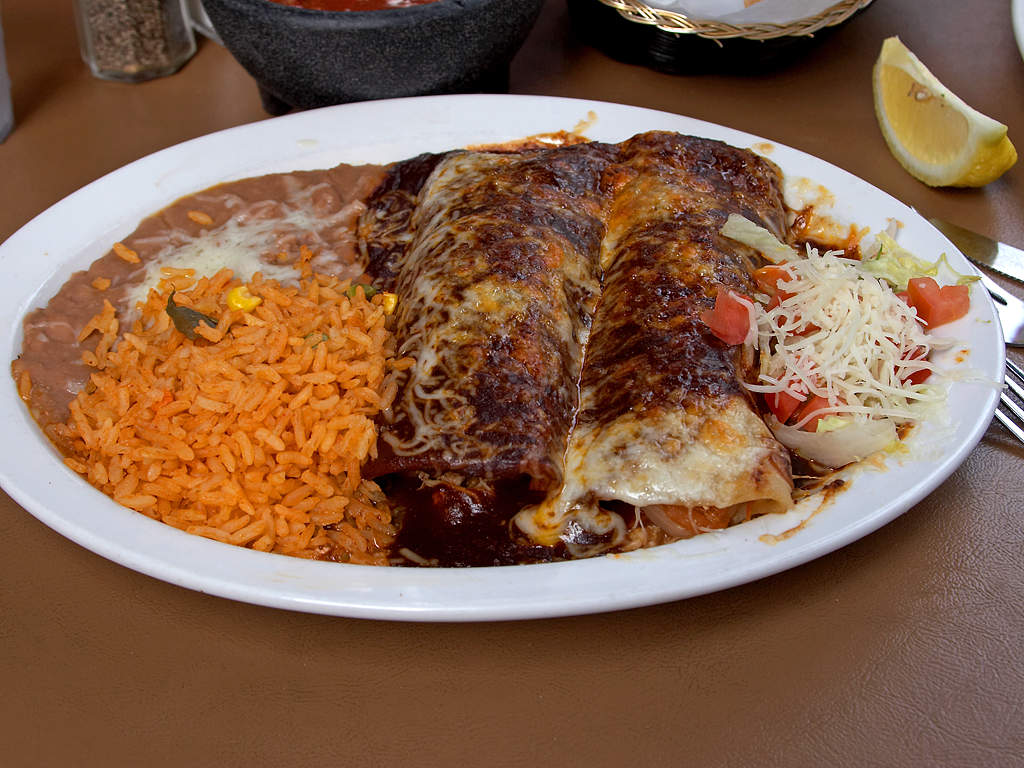
Gastronomía de Amacueca.

- Dulce Nombre de Jesús. Se celebra el tercer domingo de enero, en ésta se realizan peregrinaciones y novenarios en el alba; también hay cohetes, repiques de campanas, recorrido de música por las calles, danzas, serenatas y corridas de toros para aficionados, recibimientos y bailes.

FESTIVAL ANUAL DE LA PITAYA. Se celebra durante el mes de mayo, coincidentemente el tercer domingo de mayo, se realizan a la par el día principal del Festival y la celebración de la Fiesta Religiosa al Milagroso Santo Niño de Atocha. 
- Posadas. Se celebran durante el mes de diciembre del día 16 al 24, con quiebra de piñatas, música y canciones.

Artesanías
Principalmente trabajo de talabartería. Se tienen trajes típicos, para hombres el traje de charro y para la mujer el vestido de china poblana.
Gastronomía
Se elabora birria tatemada de borrego y de chivo. Las enchiladas, el pozole, los dulces de cajeta, dulces de nuez y el ponche de granada y dulce de pitaya

### Centros turísticos
Los atractivos turísticos con los que cuenta Amacueca están representados por la arquitectura religiosa del siglo XVIII. Comprende el templo y las ruinas del convento franciscano en la cabecera municipal.
También son de interés sus atractivos naturales , los manantiales de Agua de Santiago, el Cerro de Amacueca y La Morita, la piedra grande, la capilla de la Virgen de Guadalupe ubicada en el rancho de los Chávez, el ejido de Tepec.etc

## Personas destacadas
- Daniel Benítez Vázquez. Escritor y Gobernador de Jalisco en 1927, cargo que ejerció por 53 días.
- Luis Robles Ramírez. Jugador de fútbol profesional en el Atlas de Guadalajara de la Primera División de México, ha estado activo hasta la fecha jugando la posición de mediocampista.

## Presidentes municipales
| Presidente municipal            | Período               | Partido político | Notas                                                           |
| J. Apolinar Rodríguez Chávez    | 1928                  |                  |                                                                 |
| Olivio Fernández                | 1929                  |                  |                                                                 |
| Miguel Meza Barragán            | 1929                  |                  |                                                                 |
| José Ma. Aguayo Meza            | 1929                  | PNR              |                                                                 |
| José Gudiño Meza                | 1930                  | PNR              |                                                                 |
| Francisco Pérez Chávez          | 1930                  | PNR              |                                                                 |
| José Gudiño Meza                | 1931                  | PNR              |                                                                 |
| J. Jesús Landeros Amezola       | 1932-1933             | PNR              |                                                                 |
| José Ma. Aguayo Meza            | 1934                  | PNR              |                                                                 |
| Elías Pérez                     | 1935                  | PNR              |                                                                 |
| Ricardo Sánchez Castillo        | 1936–1937             | PNR              |                                                                 |
| Gabriel Manzo Benites           | 1938                  | PNR              |                                                                 |
| Vicente Cruz Pinto              | 1938                  | PNR              |                                                                 |
| Agustín Rojas González          | 1938                  | PRM              |                                                                 |
| José Rodríguez Peña             | 1939–1940             | PRM              |                                                                 |
| Manuel Díaz Novoa               | 1941–1942             | PRM              |                                                                 |
| José Barragán Rodríguez         | 1943–1944             | PRM              |                                                                 |
| Gilberto Meza Gutiérrez         | 1945–1946             | PRM              |                                                                 |
| Florencio Gudiño Meza           | 1947                  | PRI              |                                                                 |
| Enrique Cruz de la Cruz         | 1948                  | PRI              |                                                                 |
| Antonio Contreras Gómez         | 1949                  | PRI              |                                                                 |
| Vicente Franco Guzmán           | 1950–1951             | PRI              |                                                                 |
| Jesús Barragán Rodríguez        | 1952                  | PRI              |                                                                 |
| Salvador Valenzuela Maldonado   | 1953–1955             | PRI              |                                                                 |
| Ponciano Rojas Pérez            | 1956–1957             | PRI              |                                                                 |
| Florentino Covarrubias Sánchez  | 1958                  | PRI              |                                                                 |
| Ponciano Rojas Pérez            | 1958                  | PRI              |                                                                 |
| J. Jesús B. Rodríguez           | 1958                  | PRI              |                                                                 |
| Salvador Meza Díaz              | 1960–1961             | PRI              |                                                                 |
| Francisco Valdivia Sandoval     | 1962–1964             | PRI              |                                                                 |
| Emilio García Gutiérrez         | 1965–1967             | PRI              |                                                                 |
| Gilberto López García           | 1968–1970             | PRI              |                                                                 |
| J. Cruz Figueroa Fajardo        | 1971–1973             | PRI              |                                                                 |
| José Anastacio Rodríguez        | 1974–1976             | PRI              |                                                                 |
| Andrés Sánchez González         | 1977–1979             | PRI              |                                                                 |
| Clemente Franco Valdivia        | 1980–1982             | PRI              |                                                                 |
| Vicente Solís Peña              | 1983–1985             | PRI              |                                                                 |
| Andrés Aguayo Aguilar           | 1986–1988             | PRI              |                                                                 |
| Manuel Meza Sánchez             | 1989–1992             | PRI              |                                                                 |
| Ma. del Socorro Barragán Chávez | 1992–1995             | PRI              |                                                                 |
| Luis Franco Llamas              | 1995–1998             | PAN              |                                                                 |
| Rigoberto Muñoz Rodríguez       | 01-01-1998–31-12-2000 | PRI              |                                                                 |
| Luis Franco Llamas              | 01-01-2001–31-12-2003 | PAN              |                                                                 |
| Jesús González Guajardo         | 01-01-2004–31-12-2006 | PAN              |                                                                 |
| Enrique Rojas Díaz              | 01-01-2007–31-12-2009 | PRI              |                                                                 |
| Efraín Ramírez González         | 01-01-2010–30-09-2012 | PRI Panal        | Coalición "Alianza por Jalisco"                                 |
| Enrique Rojas Díaz              | 01-10-2012–30-09-2015 | PRI PVEM         | Coalición "Compromiso por Jalisco"                              |
| César Augusto Anaya Valenzuela  | 01-10-2015–30-09-2018 | PRI              |                                                                 |
| Luz Elvira Durán Valenzuela     | 01-10-2018–2021       | PAN PRD MC       | Pidió licencia a su cargo para buscar la reelección, que obtuvo |
| Neri Quintero Barragán          | 2021                  | PAN PRD MC       | Interino                                                        |
| Luz Elvira Durán Valenzuela     | 01-10-2021–30-09-2024 | MC               | Fue reelegida el 6 de junio de 2021                             |